# Smittium macrosporum
Smittium macrosporum är en svampart som beskrevs av Kobayasi 1969. Smittium macrosporum ingår i släktet Smittium och familjen Legeriomycetaceae.   Inga underarter finns listade i Catalogue of Life.